# Schwarzenberg (Harz)
Der Schwarzenberg ist ein 606 m ü. NHN hoher Berg im Oberharz bei Altenau im Landkreis Goslar in Niedersachsen.

## Geographie
Der Schwarzenberg liegt nördlich des Stadtzentrums der Bergstadt Altenau. In Richtung Nordwest verläuft der bewaldete Berg zunächst an den Straßen Markt und Hüttenstraße entlang und fällt auf Höhe des dortigen Forsthauses in das auf einer Höhe von etwa 450 Metern gelegene Große Flößtal ab. Nach Norden geht der Schwarzenberg bei der Vorsperre der Okertalsperre in die Höhenzüge  des 540 Meter hohen Sageholzkopfes über. In Richtung Osten verläuft er am Kräuterpark und der Landstraße nach Torfhaus entlang und steigt oberhalb des Fünf-Groschen Brunnens in die Flanken der Steilen Wand mit dem Schachtkopf (630 Meter) ein. Am Schwarzenberg fließen von Ost nach Nord die Gewässer Altenau und Schneidwasser, welche unterhalb des Marktplatzes in Altenau mit der Oker zusammenfließen.

## Geologie
Der Schwarzenberg liegt in der Sösetaler Grauwackenmulde. Das Gestein des Schwarzenberges besteht größtenteils aus Grunder Grauwacke, welche in groben Konglomeraten auftreten. Durchzogen wird der Schwarzenberg von Süd-Östlich verlaufenden Kulm-Kieselschieferzügen.

## Wandern
Vom Zentrum Altenaus aus führen mehrere Wanderwege und Forststraßen auf den Schwarzenberg hinauf und führen in das Kellwasser an der Okertalsperre und in Richtung Steile Wand bei Torfhaus. Auf dem Bergrücken verläuft die Lichtleitung, eine kilometerlange gerade Forststraße, geprägt von Strommasten. Am einfachsten ist der Aufstieg über den Wellner Fahrweg an der Bornkappe entlang.  Auf dem Schwarzenberg befindet sich der auf einer Höhe von 540 Metern gelegene Turnplatz mit der Schutzhütte Köte Brockenblick und der Stempelstelle 132 der Harzer Wandernadel.
Am Hang zur Hüttenstraße befindet sich am Wanderweg eine Quelle, genannt der Eichhörnchenbrunnen.

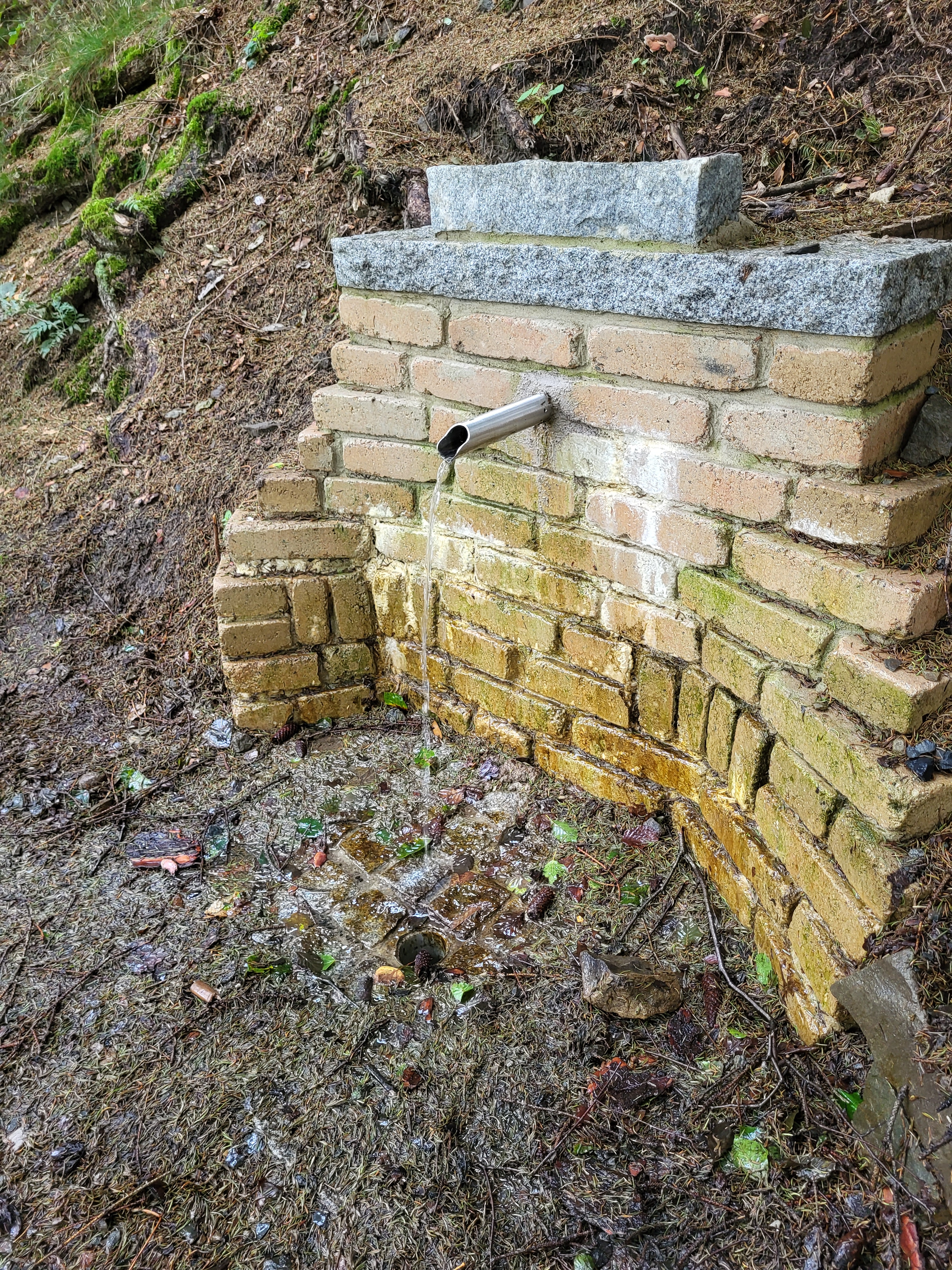
Altenau Eichhörnchenbrunnen

## Sonstiges
Die Konfirmanden der Ev. Luth. Kirchengemeinde Sankt Nikolai pflanzen einmal jährlich Bäume am Schwarzenberg. Am Schwarzenberg wurde im 18. Jahrhundert von 1754 bis 1755 in der Grube Prinz Wilhelm Bergbau betrieben.